# Maren Günther
Pour les articles homonymes, voir Günther.
Maren Günther, née le 18 juin 1931 à Wittendörp, est une femme politique allemande.
Membre de l'Union chrétienne-sociale en Bavière, elle siège au Parlement européen de 1993 à 1999. 